# Rublad-familien
Rublad-familien (Boraginaceae) består af 148 slægter og mere end 2700 arter. Familien er udbredt med arter over hele kloden, fraregnet Antarktis. Arterne bruger inulin til oplagring af kulhydrat. Planterne er ofte ruhårede med hår, som er stive af forkalkede cellevægge. Blomsterne er samlet i endestillede stande. Frugterne er kapsler med flere nødder. Her omtales kun de slægter, der er repræsenteret ved arter, der er vildtvoksende i Danmark, eller som dyrkes her.
| Slægter |

- Arnebia
- Femtunge-slægten (Pentaglottis)
- Forglemmigej (Myosotis)
- Heliotrop (Heliotropium)
- Hestetunge (Mertensia)
- Himmelblå-slægten (Lithodora)
- Hjulkrone (Borago)
- Honningurt (Phacelia)
- Hundetunge (Cynoglossum)
- Kulsukker (Symphytum)
- Kærminde (Omphalodes)
- Kærmindesøster-slægten (Brunnera)
- Lungeurt (Pulmonaria)
- Oksetunge (Anchusa)
- Pigfrø (Lappula)
- River (Asperugo)
- Slangehoved (Echium)
- Stenfrø (Buglossoides)
- Stenfrø (Lithospermum)
- Voksurt (Cerinthe)
- Æseltunge (Onosma)

## Note
1. ↑  Angiosperm Phylogeny Group: An update of the Angiosperm Phylogeny Group classification for the orders and families of flowering plants: APG IV i Botanical Journal 2016, 181,1 side 1-20 (engelsk)